# تور جهانی رنسانس
تور جهانی رنسانس (انگلیسی: Renaissance World Tour) نهمین تور کنسرتی خوانندهٔ آمریکایی بیانسه بود. این پردرآمدترین تور او تا به امروز بود که خبر برگزاری آن در ۱ فوریهٔ ۲۰۲۳ برای پشتیبانی از هفتمین آلبوم استودیویی‌اش، رنسانس (۲۰۲۲) اعلام شد. اجرای کنسرت در ۱۰ مهٔ ۲۰۲۳ در استکهلم، سوئد آغاز شد و در ۱ اکتبر ۲۰۲۳، در کانزاس‌سیتی، میزوری به پایان رسید. این نخستین تور انفرادی او پس از تور جهانی تشکیلات در سال ۲۰۱۶ بود.
اجرای این کنسرت بین دو و نیم تا سه ساعت به طول انجامید و به شش یا هفت پرده تقسیم شد و بیانسه ترانه‌های رنسانس را به ترتیب اجرا کرد و ترانه‌هایی از سرتاسر دیسکوگرافی‌اش را نیز در اجراها ترکیب کرد. صحنهٔ اجرا شامل یک صفحه نمایش غول پیکر با یک «درگاه» بزرگ در مرکز آن بود و مجسمه‌ها، بازوهای رباتیک و فناوری اشعه‌های ماوراء بنفش را به نمایش می‌گذاشت.
این تور رکورد فروش بلیت در سرتاسر جهان را شکست و به هشتمین تور کنسرتی پردرآمد تاریخ، دومین تور پردرآمد یک هنرمند زن و پردرآمدترین تور از هنرمند سیاه‌پوست تبدیل شد. با توجه به آمار بیلبورد باکس‌سکور، این تور در فهرست تورهای برتر پایان سال ۲۰۲۳ در رتبه نخست قرار گرفت. این نمایش مورد تحسین منتقدان قرار گرفت، به‌ویژه بابت تیم تولیدی و آواز بیانسه. این تور هم اقتصاد محلی و هم اقتصاد ملی را تقویت کرد و یک پدیده اجتماعی فرهنگی بود. رنسانس: فیلمی از بیانسه که داستان ساخت و اجرای این تور را روایت می‌کند، در ۱ دسامبر ۲۰۲۳ در سینماها اکران شد.